# Mettenberggroeve II

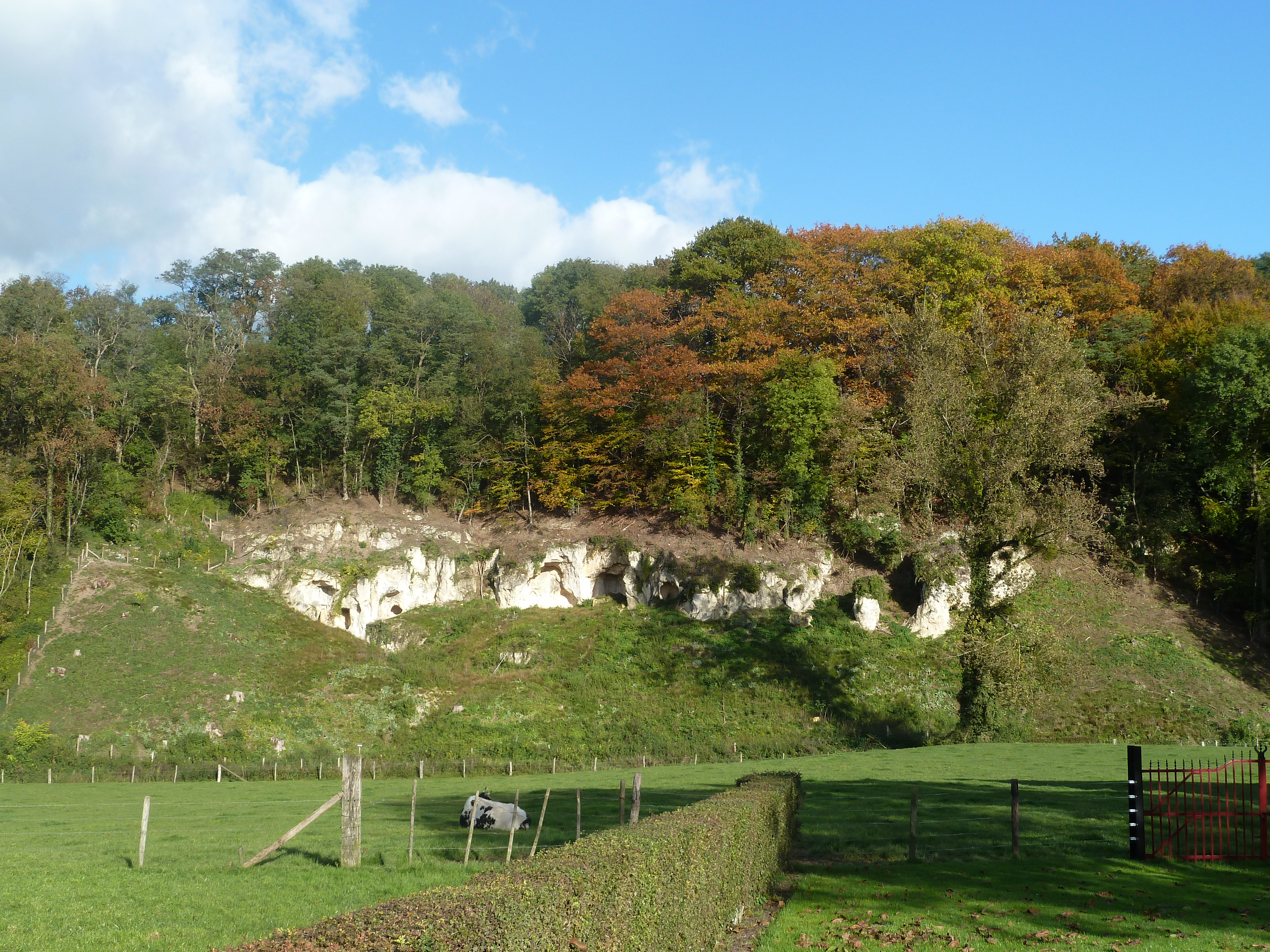
Kalksteenwand waarin de groeve gelegen is

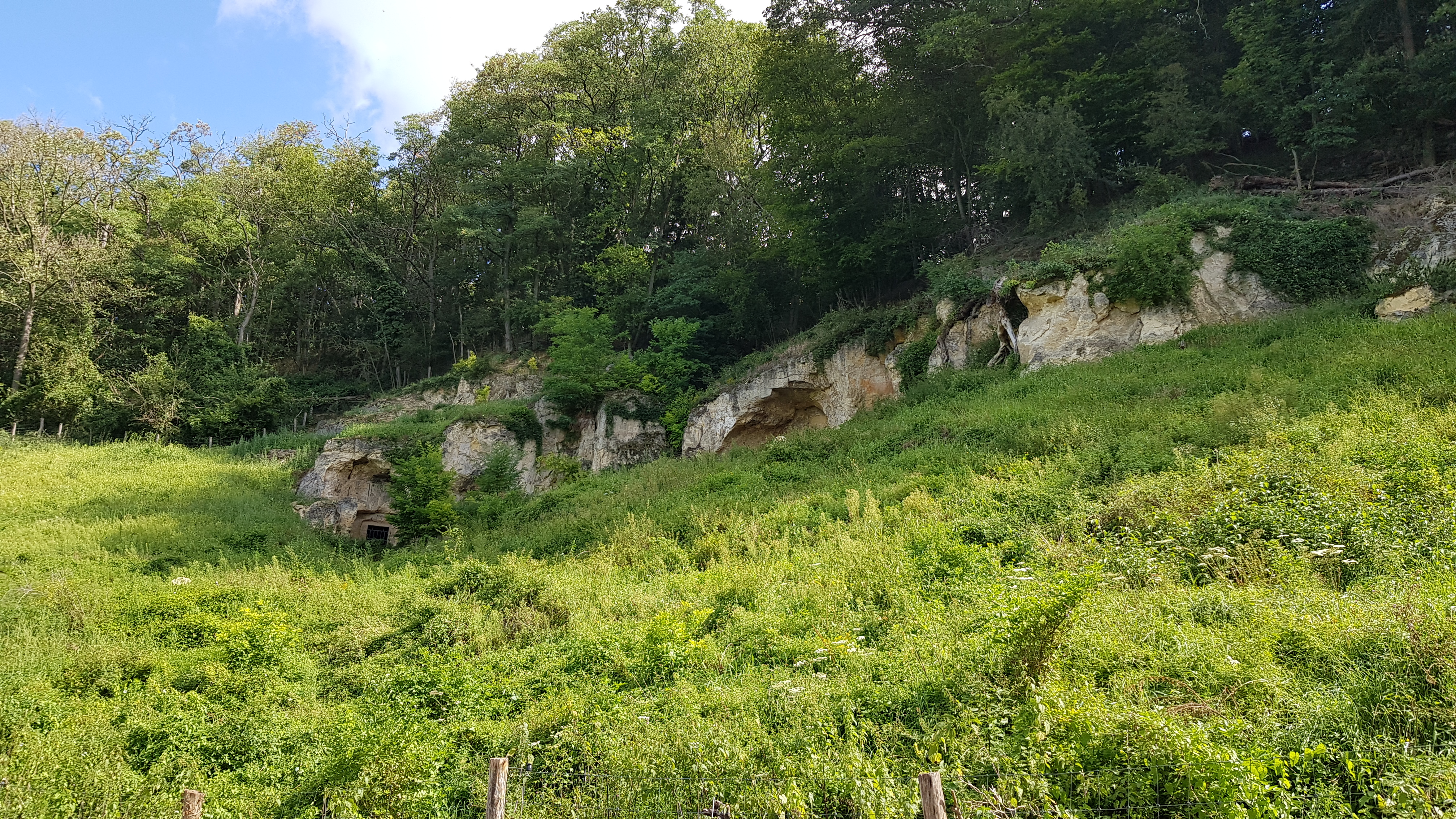
Ingang in het linker deel onder de overhangende struiken

De Mettenberggroeve II is een Limburgse mergelgroeve in de Nederlandse gemeente Eijsden-Margraten in Zuid-Limburg. De groeve ligt ten zuidoosten van Bemelen en ten oosten van Sint Antoniusbank in het Bemelerbos op de westelijke helling van de Mettenberg aan de rand van het droogdal Sibbersloot. De groeve ligt aan de westelijke rand van het Plateau van Margraten in de overgang naar het Maasdal. In de omgeving duikt het plateau een aantal meter steil naar beneden. De groeve ligt in het gebied van Bemelerberg & Schiepersberg.
Vlak voor de groeve ligt de Mettenberggroeve I en op ongeveer 30 meter naar het zuidoosten ligt de Mettenberggroeve III. Op ongeveer 200 meter naar het zuidoosten ligt de Mettenberggroeve IV, op ongeveer 800 meter naar het zuidwesten ligt Mettenberggroeve V en op ongeveer 300 meter naar het noorden ligt de Bemelerbosgroeve II. Op ongeveer 150 meter naar het noorden ligt in het bos ook de Mariagrot.
Ten zuidwesten van de groeve ligt de historische hoeve Beusdaelshof.

## Geschiedenis
De groeve werd door blokbrekers ontgonnen voor de winning van kalksteenblokken.

## Groeve
De Mettenberggroeve II is een kleine groeve met een lengte van ongeveer 40 meter diep en voorzien van enkele zijgangen op hoofdgang.
De groeve ligt op het terrein van het Het Limburgs Landschap. In 2016 werd de groeve op veiligheid onderzocht en goedgekeurd.